# أسيفورتيامين
أسيفورتيامين (بالإنجليزية: Acefurtiamine)‏ عبارة عن مسكن للألم .